# Vincenzo Massi

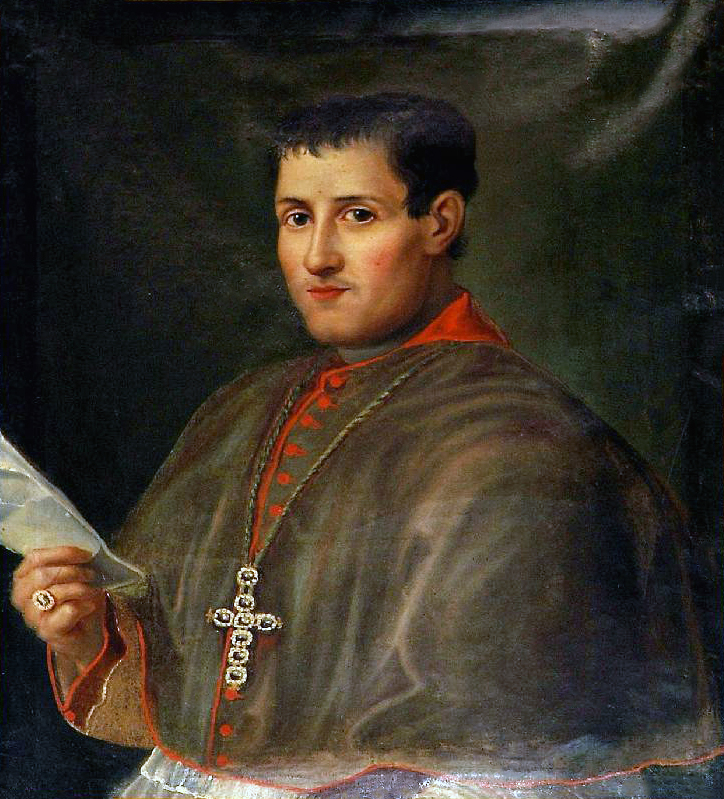
Vincenzo Massi (zwischen 1821 und 1841)

Vincenzo Massi (* 22. Juli 1781 in Sant’Elpidio a Mare; † 10. Januar 1841 in Turin) war ein italienischer Geistlicher, Diplomat des Heiligen Stuhls und Bischof von Gubbio.

## Leben
Er studierte an der Universität Fermo und später in Rom. Die Priesterweihe empfing er am 23. Juni 1805 und wurde am 22. September 1816 an der Universität La Sapienza zum Doctor iuris utriusque promoviert. Er war Regens und Lehrer der Rhetorik am Seminar in Ripatransone. Von 1815 bis 1821 war er Generalvikar im Bistum Gubbio.
Papst Pius VII. ernannte ihn am 27. Juni 1821 zum Bischof von Gubbio. Die Bischofsweihe spendete ihm am 1. Juli desselben Jahres in Rom der Kardinalbischof von Ostia, Giulio Maria della Somaglia; Mitkonsekratoren waren die Kurienerzbischöfe Giovanni Francesco Falzacappa und Mario Ancaiani. Am 12. November 1839 wurde er zum Apostolischen Nuntius im Königreich Sardinien berufen und resignierte am 22. November desselben Jahres auf das Bistum Gubbio. Am selben Tag erhob Papst Gregor XVI. ihn zum Titularerzbischof von Thessalonica.
Vincenzo Massi starb vierzehn Monate später als Nuntius in Turin.